# Austromenopon navigans
Austromenopon navigans är en insektsart som först beskrevs av Kellogg 1896.  Austromenopon navigans ingår i släktet Austromenopon och familjen spolätare. Inga underarter finns listade i Catalogue of Life.